# Etiler

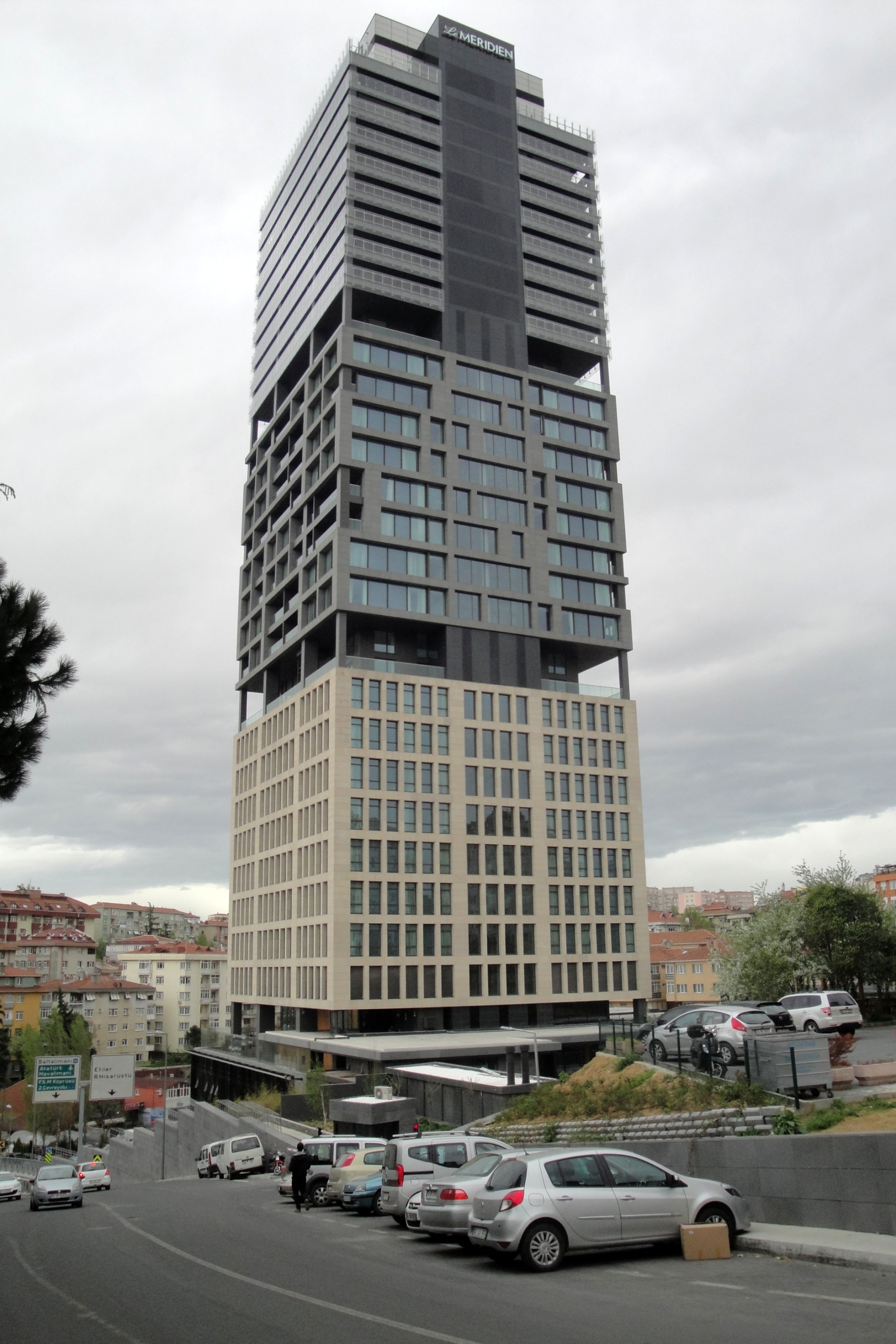
Hotel Le Méridien Istanbul Etiler

Etiler è una mahalle situata nella parte europea di Istanbul, in Turchia, nel distretto di Beşiktaş, vicino ai quartieri degli affari di Levent e Maslak.
É famoso per i suoi caffè esclusivi, pub, locali notturni, ristoranti, palestre, coiffeurs, negozi di moda e centri commerciali, come Akmerkez. È una delle zone preferite dall'élite di Istanbul. Il quartiere ospita anche numerose ville e residenze private.
Il nome Etiler è il nome più antico in turco per indicare gli Ittiti, poiché era di moda nei primi anni della Repubblica Turca dare i nomi delle antiche civiltà anatoliche ai nuovi distretti di Istanbul. Un esempio simile è il vicino quartiere di Akatlar, che significa Akkads, un'altra antica civiltà della storia dell'Anatolia.

## Shopping
Akmerkez è uno dei centri commerciali più famosi di Istanbul. Ha tutti i principali marchi di moda, caffè e ristoranti. Mayadrom è un centro commerciale più piccolo con più boutique. Nispetiye Caddesi è considerata il centro principale di Etiler, con caffè, ristoranti e negozi di design.

## Formazione scolastica
La scuola giapponese di Istanbul si trova a Etiler, oltre ai campus della British International School Istanbul e delle Tarabya British Schools.
Anche l'Università Bogazici, che è un'università pubblica con diverse facoltà come ingegneria, arti e scienze, si trova a Etiler. Si trova vicino alla fine di Nispetiye Street e offre una vista straordinaria sul Bosforo e sulla parte asiatica della città.